# Oliba II de Carcassona
Oliba II de Carcassona (? - 879) fou comte de Carcassona i Rasès (865 - 872) i (872 - 877).

## Orígens familiars
Fill primer del comte Oliba I de Carcassona, fou net de Bel·ló de Carcassona i estava emparentat amb les cases comtals de Barcelona i Empúries, en ser cosins seus els caps de dits comtats.

## Ascens al tron comtal
Ascendí al tron comtal després d'estar un any vacant el comtat a la mort del comte Humfrid el 864. Així, el comtat fou cedit a Oliba II, legítim hereu del seu pare, al qual no havia pogut succeir al tron a la seva mort, per l'ocupació del comtat per part de Bernat de Septimània.
El 20 de juliol del 870 el comte Oliba II de Carcassona i Rasès rebia del rei Carles el Calb diversos feus al Carcassonès i al Rasès en plena propietat i poder de disposició. S'esmenta en un la vegueria d'Alzona al Cabardès o Cabaret dins el comtat de Carcassona.
En l'assemblea del palau de Servais, prop de Laon, on altre cop es van trobar els anomenats tres Bernats (Bernat II de Tolosa, Bernat II d'Alvernia i Bernat II de Gòtia), Oliba II fou desposseït del comtat (872). Si hi havia alguna raó no es coneix. Els comtats foren cedits a Bernat II de Tolosa el Vedell. Oliba II es va aliar amb Bernat Plantapilosa (Bernat II d'Alvèrnia) que va enviar emissaris que als pocs mesos van assassinar Bernat el Vedell. A la mort del Vedell, Oliba II va recuperar els comtats.
Abans de morir cedí el comtat al seu germà Acfred I de Carcassona, que en fou regent fins a la seva mort.

## Núpcies i descendents
Es desconeix el nom de la seva esposa, però si se sap que va tenir dos fills:
- Benció I de Carcassona (? - 908), comte de Carcassona.
- Acfred II de Carcassona (? - 932), comte de Carcassona i comte de Rasés.